# Santa Anastàsia de Tolba
L'ermita de Santa Anastàsia de Tolba és una ermita del municipi de Tolba, a la Franja de Ponent.
La singularitat d'aquest edifici comença per l'advocació a Santa Anastàsia, que es creu que fou inspirada per una donzella que en l'any 304 patí martiri.
Sembla que aquesta ermita ja romania en peus abans de la primera meitat del segle xvii, donat que l'any 1641 constava com hospital i el 1715 consta una renda de 15 lliures i l'obligació de dir-hi 112 misses. El 1758 fou creada la cofradia de Santa Anastàsia dels Mossos i el 1826 en consta una altra dels Casats. Per aquestes dates devia haver-hi una casa per acollir-hi als pobres, malalats i rodamons.
Es torna a citar com hospital el 1840. Per aquestes dates posseïa una renda de 100 sous i un mestre de primeres lletres que donava classes amb un sou de per 1000 rals.